# ۲سی ۶۹۰
۲سی ۶۹۰ (به انگلیسی: 2si 690) یک موتور هواپیما محصول کارخانهٔ ۲سی در کشور ایالات متحده آمریکا است.